# Queen (película de 2014)
Queen es una película india del 2014 enmarcada en el género de comedia dramática. La cinta versa sobre una insegura chica punyabí de Nueva Delhi que emprende sola su viaje de luna de miel a París y a Ámsterdam después de que su prometido haya cancelado la boda. El nombre de esta chica es Rani, que podría traducirse en español como «Reina», de ahí el título. Cabe remarcar que Queen es una de las pocas películas hindi en pasar el test de Bechdel.

## Argumento
Rani Mehra (Kangana Ranaut) es una tímida y modesta chica punyabí que reside en Delhi. Un día antes de su boda, su prometido Vijay (Rajkummar Rao) le dice que ya no desea casarse con ella, arguyendo que tras haber estado en el extranjero su estilo de vida ha cambiado y sus conservadoras costumbres no casarían con las de él. Rani, anonadada por cómo se están desarrollando los acontecimientos, se encierra en su habitación durante un día. Cuando por fin sale, les pide permiso a sus padres para irse sola de viaje de luna de miel a París y Ámsterdam, puesto que quiere hacerse con el control de la situación. Sus padres al principio no lo tienen muy claro, pero terminan accediendo a ello porque creen que unas vacaciones podrían animarla.
En París, Rani conoce a Vijayalakshmi (Lisa Haydon), una mujer de espíritu libre con ascendencia francesa, española e india que trabaja en el hotel en el que se hospeda, tras lo cual llega un momento en el que Rani se siente tan abrumada que intenta volverse a la India. Las razones: París es una ciudad completamente nueva para ella y se ha metido en líos con la policía municipal y con un ladrón. No obstante, Vijayalakshmi la ayuda y le da un tour por la ciudad. Las dos experimentan una serie de aventuras a través de las cuales Rani revive unos recuerdos en los que vemos a Vijay tratándola con condescendencia y prohibiéndole bailar y beber, cosas que es libre de hacer en París. En una ocasión, Rani se prueba lo que ella considera una prenda descocada y, debido a la similitud de los nombres, le manda accidentalmente a Vijay un selfi en el que sale con la prenda puesta en vez de a Vijayalakshmi. Se da cuenta del error que ha cometido rápidamente, pero sin ella saberlo la foto suscita tanto interés en Vijay que decide buscarla.
Finalmente, llega el momento de la despedida. Vijayalakshmi y Rani se dicen adiós emocionadas y esta última se sube al tren que la llevará a Ámsterdam. Sin embargo, cuando llega allí, se entera, a su pesar, de que tiene que compartir su habitación con tres hombres: Taka, de Japón; Tim, de Francia; y Oleksander, de Rusia. Pese a que al principio se muestra reticente, al poco tiempo se hace buena amiga de ellos y pasa el rato yendo de compras, recorriendo la ciudad, entrando en una tienda erótica y visitando una iglesia. Otra situación novedosa que le ocurre es que estrecha lazos de amistad con Roxette (Sabeeka Imam), cuyo nombre real es Rukhsar. Se trata de una bailarina de barra pakistaní que también conoce a Vijaylakshmi y que es la única integrante de su familia que genera ingresos.
Conforme pasa el tiempo, Rani empieza a tomar el control de sus decisiones y va ganando confianza. Un día se entera de que puede conseguir dinero ganando un concurso de cocina con sus gol gappas y se da su primer beso con el presentador del concurso, que es italiano. Aparte de esto, oye más detalles acerca de las vidas de sus amigos y comienza a comprender lo distinta que puede llegar a ser la vida de las personas en otras partes del mundo. Más adelante, los cuatro amigos se encuentran a Vijay esperando a Rani delante del hostal. Vijay se disculpa con Rani y le pide que reconsidere la relación. La conversación se pone intensa cuando trata de agarrar a Rani, pero sus amigos la defienden y ella le pide que se marche. Aun así, Rani decide perderse un concierto al que iba a  con sus amigos para quedar con Vijay y hablar del futuro. Pero todo se tuerce cuando su exprometido juzga a los amigos de Rani y su comportamiento, lo cual provoca que ella se marche abruptamente, no sin antes decirle que preferiría hablar con él cuando regrese a Delhi. Tras esto se reúne con sus amigos en el concierto y somos testigos nuevamente de una emotiva despedida.
Una vez en Delhi, Rani va a casa de Vijay a visitarlo. Él y su familia creen que ella ha decidido perdonarlo, así que se ponen a hablar de planes de boda. Sin embargo, Rani le da las gracias, le entrega su anillo de compromiso y se marcha de allí con una sonrisa que denota lo segura que se siente en sí misma.

## Reparto
- Kangana Ranaut es Rani Mehra.
- Lisa Haydon es Vijayalakshmi.
- Rajkumar Rao es Vijay.
- Mish Boyko es Oleksander (Sikander).
- Jeffrey Ho es Taka.
- Joseph Guitobh esTim.
- Marco Canadea es Marcello.
- Yogendra Tiku es el padre de Rani.
- Alka Badola Kaushal es la madre de Rani.
- Chinmaya Agrawal es Chintu Mehra.
- Tripta Lakhanpal es Dadi.
- Nayani Dixit es Sonal.
- Sabeeka Imam es Roxette (Rukhsar).

## Producción

### Desarrollo
La película fue producida por Viacom 18 Motion Pictures y Phantom Films, cuyos propietarios son Anurag Kashyap, Vikram Motwane y Vikas Bahl. A este último le gustó la historia de Queen, así que decidió dirigirla. Él fue también quien se encargó de escribir el guion. El personaje de Rani está basado en personas que había visto a lo largo de su vida en Delhi. En sus propias palabras: «La vida de las chicas está planificada por sus familias. Pierden su propia perspectiva sobre la vida y les parece bien». Según él, en el contexto de una chica que va pasando de los 20, la familia se encarga de «asentarla». Nunca planifica nada por sí misma, a menos que, como en el caso de Rani, los planes de boda salgan mal. Por tanto, el guion se pensó de tal modo que en la primera parte de la película Rani se olvidara del chico y, en la segunda, se sobrepusiera a la situación.
Bahl tuvo en mente a Kangana Ranaut cuando escribió el guion. Fue Anurag Basu quien le puso en contacto con ella. En cuanto a la actriz Lisa Haydon, que interpreta a Vijaylaksmi, una  indofrancesa que trabaja en un hotel, tuvo que practicar francés durante un mes tras su audición. Mish Boyko (Alexander) y Jeffery Ho (Taka) hicieron las audiciones en Londres. En cambio, Joseph Guitobh (Tim) fue reclutado mientras cantaba en la calle. Se le preguntó si estaba interesado en participar en una película india, aunque no sabía hablar inglés.

### Rodaje
Se rodó a finales del 2012 durante 45 días. Se empezó a rodar en París, luego en Ámsterdam y finalmente en Delhi. Como Vikas Bahl no disponía de mucho presupuesto, se llevó consigo a 25 miembros del equipo de la India para rodar la película en unos 145 lugares en 40 días. Había reservado los sitios de rodaje un par de horas, por lo que una vez terminaban de rodar en uno, debían apresurarse a otro. De media rodaban en 3 o 4 lugares al día y los miembros del equipo comían en los restaurantes que les quedaban cerca. Es más, en ocasiones los actores se cambiaban la ropa en baños públicos y restaurantes.
Como dato curioso, durante la filmación se añadieron algunas escenas a sugerencia de Ranaut, como la escena del beso con el chef italiano y una pequeña escena donde Rani le pide a alguien que no conoce que le haga una foto en Ámsterdam. Además, contribuyó mucho con su diálogo, y se le dio crédito por ello. De hecho, el director permitió a los actores que improvisaran para dotar a la película de realismo. Otro dato digno de señalar es que, como la película no fue rodada de forma lineal, se difuminó el color del mehndi (arte corporal con henna de la India) que tenía Rani en la mano para simular su desvanecimiento natural. 
En lo que respecta al montaje, desafortunadamente, cuando ya se había grabado el 90 % de la película, el cinematógrafo Bobby Singh murió repentinamente por un ataque de asma el 25 de diciembre de 2012, justo después de haber terminado la jornada en Delhi. Sin embargo, a la película le faltaba mucho por pulir, por lo que Anurag Kashyap se ofreció para montarla.

## Alegaciones de acoso
En octubre de 2018, en una entrevista con el Huffington Post de India, una antigua empleada de Phantom Films acusó a Bahl de haberla acosado sexualmente durante la grabación de la película. Más tarde, la actriz Kangana Ranaut habló en defensa de la empleada y corroboró su versión. A raíz de esto, Nayani Dixit, también actriz en la película, le acusó de lo mismo. Como consecuencia, Phantom Films se disolvió y sus fundadores, Anurag Kashyap y Vikramaditya Motwane, se pronunciaron públicamente contra Bahl y sus delitos sexuales. Por su parte, Bahl los demandó por difamación.

## Banda sonora
La banda sonora de la película está compuesta por Amit Trivedi y las letras están escritas por Anvita Dutt. Se patrocinó en Mumbai en el Kala Ghoda Arts Festival (Festival de las Artes de Kal Ghoda) el 2 de febrero de 2014. El 1 de marzo de ese mismo año, salió a la venta el remix de un éxito de cabaret de los setenta llamado «Hungama Ho Gaya», cantado por Asha Bhosle para la película. Esta pista adicional se grabó en Club NL, en Ámsterdam, donde se tocó una canción en hindi por primera vez. Además, Amit Trivedi creó el remix de «Anhonee» (1973) para la película, que cuenta con la colaboración de Arijit Singh.

## Recepción

### Críticas
Rajeev Masand, de CNN-IBN, declaró que la película es «atípica y apabullante» y la calificó con 4 estrellas de 5. Además, para él, la actuación de Kangana es «auténtica, con matices y delicadamente cómica». Anupama Chopra halagó la actuación de Kangana, diciendo de ella que es «ingeniosamente transparente y sentida», sin embargo, para ella la película a veces «divagaba y era indulgente» y le dio 3 estrellas y media.

### Taquilla
Queen debutó con recaudaciones relativamente bajas. El primer día alcanzó los 2 crores (250 000 euros). A pesar de su mal comienzo, a Queen le fue bastante bien los primeros días de entre semana con unos 25 millones de rupias (310 000 euros) al día y acabó la primera semana con 180 millones de rupias (2,2 millones de euros ). En la cuarta semana, la película se hizo con la alentadora cifra de 65 millones de rupias (808 00 euros), que es el 11.º total más alto de todos los tiempos en la historia del cine en hindi para la cuarta semana. En total se recaudaron en el país poco más de 600 millones de rupias (7,4 millones de euros).
En el mercado extranjero, la película recaudó 67,5 millones de rupias (844 000 euros) en Estados Unidos, 12,3 millones de rupias (151 000 euros) en Canadá y 18,6 millones de rupias (231 000 euros) en Reino Unido en cinco semanas, con un total de alrededor de 125,3 millones de rupias (1,6 millones de euros) en todo en el mercado extranjero. La película ganó más de 1 080 millones de rupias (13 millones de euros) en todo el mundo a finales de su octava semana.

## Premios y nominaciones
| Premio/Festival                                           | Fecha                    | Categoría                                    | Nominados                                                    | Resultado | Ref.                        |
| --------------------------------------------------------- | ------------------------ | -------------------------------------------- | ------------------------------------------------------------ | --------- | --------------------------- |
| Premios BIG Star Entertainment                            | 18 de diciembre de 2014  | Mejor actriz de drama social                 | Kangana Ranaut                                               | Nominada  | [ 28 ]                      |
| Premios BIG Star Entertainment                            | 18 de diciembre de 2014  | Mejor película de drama social               | Queen                                                        | Nominada  | [ 28 ]                      |
| Premios BIG Star Entertainment                            | 18 de diciembre de 2014  | Mejor director                               | Vikas Bahl                                                   | Ganador   | [ 28 ]                      |
| Premios BIG Star Entertainment                            | 18 de diciembre de 2014  | Mejor película del año                       | Queen                                                        | Nominada  | [ 28 ]                      |
| Premios BIG Star Entertainment                            | 18 de diciembre de 2014  | Mejor actriz                                 | Kangana Ranaut                                               | Nominada  | [ 28 ]                      |
| Premios Filmfare                                          | 31 de enero de 2015      | Mejor película                               | Queen                                                        | Ganadora  | [ 29 ] [ 30 ]               |
| Premios Filmfare                                          | 31 de enero de 2015      | Mejor director                               | Vikas Bahl                                                   | Ganador   | [ 29 ] [ 30 ]               |
| Premios Filmfare                                          | 31 de enero de 2015      | Mejor actriz                                 | Kangana Ranaut                                               | Ganadora  | [ 29 ] [ 30 ]               |
| Premios Filmfare                                          | 31 de enero de 2015      | Mejor música cinematográfica                 | Amit Trivedi                                                 | Ganador   | [ 29 ] [ 30 ]               |
| Premios Filmfare                                          | 31 de enero de 2015      | Mejor montaje                                | Anurag Kashyap y Abhijit Kokate                              | Ganadores | [ 29 ] [ 30 ]               |
| Premios Filmfare                                          | 31 de enero de 2015      | Mejor fotografía                             | Bobby Singh                                                  | Ganador   | [ 29 ] [ 30 ]               |
| Premios Filmfare                                          | 31 de enero de 2015      | Mejor actriz secundaria                      | Lisa Haydon                                                  | Nominada  | [ 29 ] [ 30 ]               |
| Premios Filmfare                                          | 31 de enero de 2015      | Mejor director musical                       | Amit Trivedi                                                 | Nominado  | [ 29 ] [ 30 ]               |
| Premios GiMA                                              | 24 de febrero de 2015    | Mejor música cinematográfica                 | Amit Trivedi                                                 | Nominado  | [ 31 ] [ 32 ] [ 33 ] [ 34 ] |
| Premios GiMA                                              | 24 de febrero de 2015    | Mejor arreglista y programador musical       | Amit Trivedi y Sourav Roy                                    | Ganadores | [ 31 ] [ 32 ] [ 33 ] [ 34 ] |
| Premios GiMA                                              | 24 de febrero de 2015    | Mejor director musical                       | Amit Trivedi                                                 | Ganador   | [ 31 ] [ 32 ] [ 33 ] [ 34 ] |
| Premios GiMA                                              | 24 de febrero de 2015    | Mejor cantante de playback femenina          | Nandini Srikar (por la canción «Harjaiyaan»)                 | Nominada  | [ 31 ] [ 32 ] [ 33 ] [ 34 ] |
| Premios GiMA                                              | 24 de febrero de 2015    | Mejor cantante de playback masculino         | Labh Janjua (por la canción «London Thumakda»)               | Nominado  | [ 31 ] [ 32 ] [ 33 ] [ 34 ] |
| Premios GiMA                                              | 24 de febrero de 2015    | Mejor canción de película                    | «London Thumakda»                                            | Ganadora  | [ 31 ] [ 32 ] [ 33 ] [ 34 ] |
| Premios GiMA                                              | 24 de febrero de 2015    | Mejor álbum de película                      | Queen                                                        | Nominada  | [ 31 ] [ 32 ] [ 33 ] [ 34 ] |
| Festival de Cine de la India en Melbourne                 | 3 de mayo de 2014        | Mejor actriz                                 | Kangana Ranaut                                               | Ganadora  | [ 35 ]                      |
| Premios de la Academia Internacional del cine de la India | 7 de junio de 2015       | Mejor película                               | Queen                                                        | Ganadora  | [ 36 ] [ 37 ] [ 38 ]        |
| Premios de la Academia Internacional del cine de la India | 7 de junio de 2015       | Mejor director                               | Vikas Bahl                                                   | Nominado  | [ 36 ] [ 37 ] [ 38 ]        |
| Premios de la Academia Internacional del cine de la India | 7 de junio de 2015       | Mejor actriz                                 | Kangana Ranaut                                               | Ganadora  | [ 36 ] [ 37 ] [ 38 ]        |
| Premios de la Academia Internacional del cine de la India | 7 de junio de 2015       | Mejor actriz secundaria                      | Lisa Haydon                                                  | Nominada  | [ 36 ] [ 37 ] [ 38 ]        |
| Premios de la Academia Internacional del cine de la India | 7 de junio de 2015       | Mejor historia                               | Vikas Bahl, Chaitali Parmar y Parvez Shaikh                  | Ganadores | [ 36 ] [ 37 ] [ 38 ]        |
| Premios de la Academia Internacional del cine de la India | 7 de junio de 2015       | Mejor guion                                  | Vikas Bahl, Chaitali Parmar y Parvez Shaikh                  | Ganadores | [ 36 ] [ 37 ] [ 38 ]        |
| Premios de la Academia Internacional del cine de la India | 7 de junio de 2015       | Mejor montaje                                | Anurag Kashyap y Abhijit Kokate                              | Ganadores | [ 36 ] [ 37 ] [ 38 ]        |
| Festival de Cine de Jagran                                | 28 de septiembre de 2014 | Mejor actriz                                 | Kangana Ranaut                                               | Ganadora  | [ 39 ]                      |
| Festival de Cine de Jagran                                | 28 de septiembre de 2014 | Mejor banda sonora                           | Amit Trivedi                                                 | Ganador   | [ 39 ]                      |
| Festival de Cine de Jagran                                | 28 de septiembre de 2014 | Mejor cantante femenina                      | Shefali Alvares (por la canción «Gujariya»)                  | Ganadora  | [ 39 ]                      |
| León de Oro de la India                                   | 8 de enero de 2015       | Mejor actriz secundaria                      | Lisa Haydon                                                  | Ganadora  | [ 40 ]                      |
| Premios de Radio Mirchi                                   | 27 de febrero de 2015    | Canción del año                              | «London Thumakda»                                            | Nominada  | [ 41 ]                      |
| Premios de Radio Mirchi                                   | 27 de febrero de 2015    | Álbum del año                                | Queen                                                        | Nominado  | [ 41 ]                      |
| Premios de Radio Mirchi                                   | 27 de febrero de 2015    | Mejor vocalista masculino revelación del año | Rupesh Kumar Ram (por la canción «Ranjha»)                   | Nominado  | [ 41 ]                      |
| Premios de Radio Mirchi                                   | 27 de febrero de 2015    | Mejor letrista revelación del año            | Raghu Nath (por la canción «Ranjha»)                         | Nominado  | [ 41 ]                      |
| Premios de Radio Mirchi                                   | 27 de febrero de 2015    | Programador y arreglista del año             | Amit Trivedi y Sourav Roy (por la canción «London Thumakda») | Nominados | [ 41 ]                      |
| Premios Nacionales del Cine                               | 3 de mayo de 2015        | Mejor actriz                                 | Kangana Ranaut                                               | Ganadora  | [ 42 ] [ 43 ]               |
| Premios Nacionales del Cine                               | 3 de mayo de 2015        | Mejor largometraje en hindi                  | Queen                                                        | Ganador   | [ 42 ] [ 43 ]               |
| Premios Screen                                            | 14 de enero de 2015      | Mejor película                               | Queen                                                        | Ganadora  | [ 44 ] [ 45 ] [ 46 ] [ 47 ] |
| Premios Screen                                            | 14 de enero de 2015      | Mejor director                               | Vikas Bahl                                                   | Ganador   | [ 44 ] [ 45 ] [ 46 ] [ 47 ] |
| Premios Screen                                            | 14 de enero de 2015      | Mejor actriz                                 | Kangana Ranaut                                               | Nominada  | [ 44 ] [ 45 ] [ 46 ] [ 47 ] |
| Premios Screen                                            | 14 de enero de 2015      | Mejor actriz por elección del público        | Kangana Ranaut                                               | Nominada  | [ 44 ] [ 45 ] [ 46 ] [ 47 ] |
| Premios Screen                                            | 14 de enero de 2015      | Mejor actor secundario                       | Rajkummar Rao                                                | Nominado  | [ 44 ] [ 45 ] [ 46 ] [ 47 ] |
| Premios Screen                                            | 14 de enero de 2015      | Mejor actriz secundaria                      | Lisa Haydon                                                  | Nominada  | [ 44 ] [ 45 ] [ 46 ] [ 47 ] |
| Premios Screen                                            | 14 de enero de 2015      | Mejor director musical                       | Amit Trivedi                                                 | Nominado  | [ 44 ] [ 45 ] [ 46 ] [ 47 ] |
| Premios Screen                                            | 14 de enero de 2015      | Mejor cantante masculino de playback         | Labh Janjua (por la canción «London Thumakda»)               | Nominado  | [ 44 ] [ 45 ] [ 46 ] [ 47 ] |
| Premios Screen                                            | 14 de enero de 2015      | Mejor guion                                  | Vikas Bahl, Chaitali Parmar y Parvez Shaikh                  | Nominados | [ 44 ] [ 45 ] [ 46 ] [ 47 ] |
| Premios Screen                                            | 14 de enero de 2015      | Mejor diálogo                                | Anvita Dutt Guptan y Kangana Ranaut                          | Nominadas | [ 44 ] [ 45 ] [ 46 ] [ 47 ] |
| Premios Screen                                            | 14 de enero de 2015      | Mejor artista infantil                       | Chinmaya Agrawal                                             | Nominado  | [ 44 ] [ 45 ] [ 46 ] [ 47 ] |
| Premios Screen                                            | 14 de enero de 2015      | Mejor montaje                                | Anurag Kashyap y Abhijit Kokate                              | Nominados | [ 44 ] [ 45 ] [ 46 ] [ 47 ] |
| Premios Screen                                            | 14 de enero de 2015      | Mejor fotografía                             | Bobby Singh                                                  | Ganador   | [ 44 ] [ 45 ] [ 46 ] [ 47 ] |
| Premios Screen                                            | 14 de enero de 2015      | Mejor vestuario                              | Manoshi Nath y Rushi Sharma                                  | Nominadas | [ 44 ] [ 45 ] [ 46 ] [ 47 ] |
| Premios Star Guild                                        | 12 de enero de 2015      | Mejor película                               | Queen                                                        | Nominada  | [ 48 ] [ 49 ]               |
| Premios Star Guild                                        | 12 de enero de 2015      | Mejor director                               | Vikas Bahl                                                   | Ganador   | [ 48 ] [ 49 ]               |
| Premios Star Guild                                        | 12 de enero de 2015      | Mejor actriz protagonista                    | Kangana Ranaut                                               | Nominada  | [ 48 ] [ 49 ]               |
| Premios Star Guild                                        | 12 de enero de 2015      | Mejor actriz secundaria                      | Lisa Haydon                                                  | Nominada  | [ 48 ] [ 49 ]               |
| Premios Star Guild                                        | 12 de enero de 2015      | Mejor cantante de playback masculino         | Labh Janjua (por la canción «London Thumakda»)               | Nominado  | [ 48 ] [ 49 ]               |
| Premios Star Guild                                        | 12 de enero de 2015      | Mejor historia                               | Vikas Bahl, Chaitali Parmar, Parvez Shaikh                   | Ganadores | [ 48 ] [ 49 ]               |
| Premios Star Guild                                        | 12 de enero de 2015      | Mejor guion                                  | Vikas Bahl, Chaitali Parmar, Parvez Shaikh                   | Ganadores | [ 48 ] [ 49 ]               |
| Premios Star Guild                                        | 12 de enero de 2015      | Mejor diálogo                                | Anvita Dutt Guptan y Kangana Ranaut                          | Nominadas | [ 48 ] [ 49 ]               |
| Premios Star Guild                                        | 12 de enero de 2015      | Mejor letra de canción                       | Anvita Dutt Guptan (por la canción «London Thumakda»)        | Nominada  | [ 48 ] [ 49 ]               |
| Premios Star Guild                                        | 12 de enero de 2015      | Mejor director musical                       | Amit Trivedi (por la canción «London Thumakda»)              | Nominado  | [ 48 ] [ 49 ]               |
| Premios Star Guild                                        | 12 de enero de 2015      | Mejor montaje                                | Anurag Kashyap y Abhijit Kokate                              | Ganadores | [ 48 ] [ 49 ]               |
| Premios Stardust                                          | 15 de diciembre de 2014  | Mejor película                               | Queen                                                        | Ganadora  | [ 50 ] [ 51 ]               |
| Premios Stardust                                          | 15 de diciembre de 2014  | Mejor director                               | Vikas Bahl                                                   | Ganador   | [ 50 ] [ 51 ]               |
| Premios Stardust                                          | 15 de diciembre de 2014  | Mejor actriz                                 | Kangana Ranaut                                               | Ganadora  | [ 50 ] [ 51 ]               |
| Premios Stardust                                          | 15 de diciembre de 2014  | Mejor actriz del año                         | Kangana Ranaut                                               | Nominada  | [ 50 ] [ 51 ]               |
| Premios Stardust                                          | 15 de diciembre de 2014  | Mejor director musical                       | Amit Trivedi                                                 | Nominado  | [ 50 ] [ 51 ]               |
| Premios Stardust                                          | 15 de diciembre de 2014  | Mejor cantante de playback femenina          | Neha Kakkar y Sonu Kakkar (por la canción «London Thumakda») | Nominadas | [ 50 ] [ 51 ]               |

## Adaptaciones
En 2019 se estrenaron cuatro adaptaciones de Queen: 
- Paris Paris (en tamil y protagonizada por Kajal Aggarwal)
- Butterfly (en canarés y protagonizada por Parul Yadav)
- That Is Mahalakshmi (en telugu y protagonizada por Tamannaah Bhatia)
- Zam Zam (en malabar y protagonizada por Manjima Mohan).